# Underhållssäkerhet

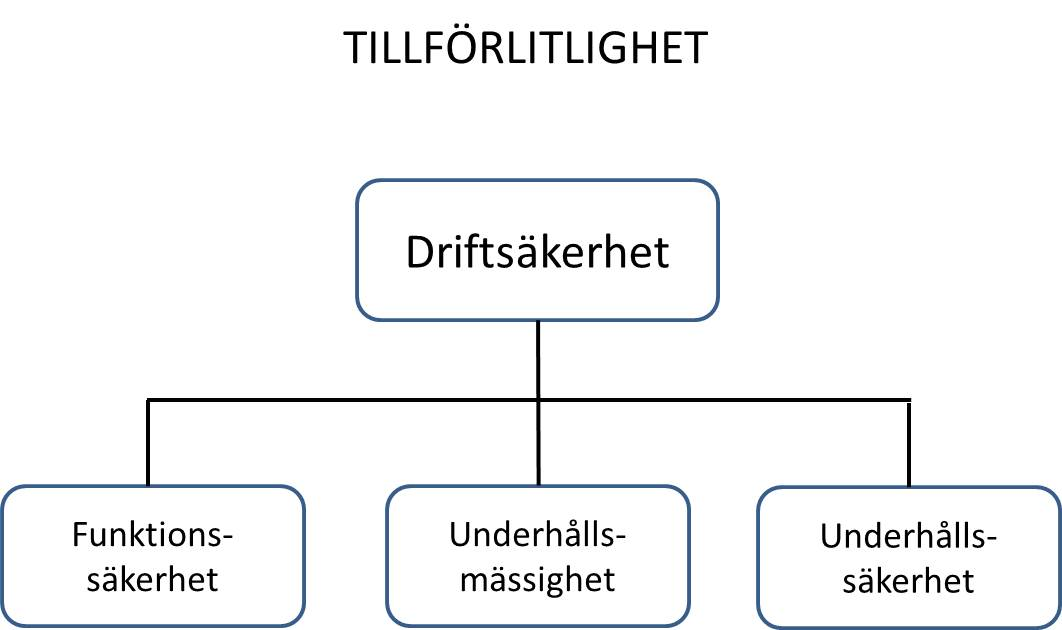

Underhållssäkerhet (engelska: maintenance support) är förmågan hos underhållsorganisationen att tillhandahålla de rätta underhållsresurserna på erforderlig plats, för att utföra krävda underhållsåtgärder på en enhet, vid en angiven tidpunkt eller under ett angivet tidsintervall. 
Under en produkts livstid spelar underhållssäkerheten en stor roll eftersom den har avgörande betydelse för produktens stilleståndstider efter fel och som en konsekvens därav för produktens tillgänglighet och driftkostnader. 
Underhållssäkerhet är en del av tillförlitlighet.
Se även Underhållsteknik och Integrerat logistikstöd.

## Mått
Underhållssäkerhet kan mätas med medelväntetid (Mean time waiting, MTW). Det är summan av alla väntetider under ett angivet tidsintervall dividierat med antalet väntetider under detta intervall.